# Rags2Riches

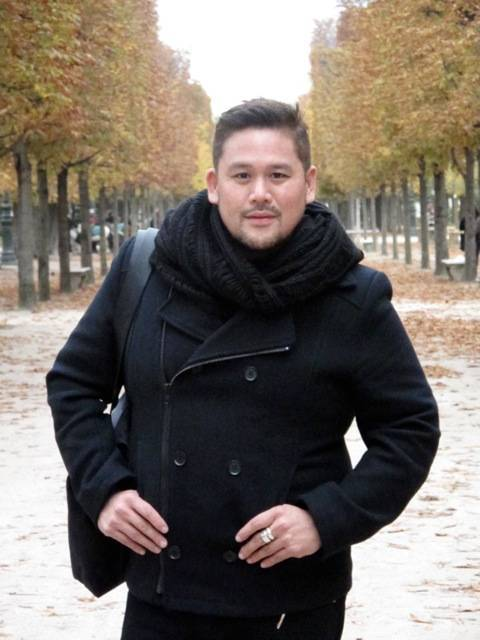
Рахо Лорель, поддержавший проект

Rags2Riches (R2R) — социальное предприятие, основанное в 2007 году и базирующееся на Филиппинах. Главной целью Rags2Riches является борьба с бедностью в трущобах Кесона — самого неблагополучного региона страны. Rags2Riches работает с женщинами из бедных кварталов, стараясь увеличить уровень их доходов. Организация выходит на известных филиппинских дизайнеров, которые часть заказов передают ремесленникам и кустарям из трущоб. Работая с дизайнерами, женщины производят свои изделия из отходов швейных фабрик, получая взамен хорошую заработную плату. Основательница и президент Rags2Riches Риз Фернандес-Руиз сама была бедной работающей матерью и проживала в районе худшей свалки Филиппин.
Риз Фернандес-Руиз знала многих женщин, которые продавали коврики, сделанные из добытых на местной свалке отходов ткани. Но эти женщины часто становились жертвами теневых посредников, которые обеспечивали их материалами. Тогда Фернандес-Руиз решила взять управление на себя и получила согласие на сотрудничество от знаменитого филиппинского дизайнера Рахо Лореля. С таким видным именем, поддержавшим проект, Rags2Riches быстро увеличила обороты и начала работать и с другими дизайнерами.
Работа с ведущими дизайнерами и ретейлерами Филиппин помогла женщинам повысить свой ежедневный доход с 20 центов до 12 долларов. Кроме того, работа на дому позволяла им заботиться о детях. Также Rags2Riches убедила женщин часть доходов с продажи ковриков и сумок откладывать в банк на будущее. После четырёх лет работы Rags2Riches помогла улучшить жизнь и условия труда более чем 450 женщин, а также улучшила экологические условия в сообществе. По состоянию на весну 2015 года Rags2Riches обучила работе 900 женщин, штат компании составлял 50 человек.